# Фенер, Леа
Леа Фенер (фр. Léa Fehner; род. 15 октября 1981, Тулуза, Франция) — французская кинорежиссёр и сценарист.

## Биография
Леа Фенер родилась 15 октября 1981 года в Тулузе, Франция, и выросла в путешествующей театральной семье. Получала образование в Лицее Габриэля Густо (фр. Lycée Gabriel-Guist'hau) в Нанте и в Высшем национальном институте исполнительских видов искусства и техники речи (фр. Institut national supérieur des arts du spectacle et des techniques de diffusion, INSAS), затем училась сценарному мастерству в киношколе La Fémis, которую она закончила в 2006 году. Во время учёбы Фенер проходила стажировки в киноцентре в Бамако и Камбоджи.
В период с 2000 по 2007 год Леа Фенер написала и срежиссировала несколько короткометражных фильмов, среди которых «Кроме молчания» (фр. Sauf le Silence) был представлен на различных кинофестивалях, в том числе на Международном кинофестивале короткометражного кино в Клермон-Ферране и Всемирном фестивале короткометражных фильмов в Торонто.
В 2009 году Фенер дебютировала полнометражной лентой «Нам бы только день простоять...» с Фаридой Рахуадж, Реда Катебом и Полин Этьен в главных ролях. Фильм получил Приз Луи Деллюка и был номинирован на кинопремию «Сезар» как лучший дебютный фильм 2009 года.
Вторая полнометражная режиссёрская работа Леа Фенер «Людоеды» была отмечена рядом фестивальных кинонаград и в декабре 2016 года была номинирована в трёх категориях на получение премии «Люмьер» 2017 года.